# Buschmannland
| Buschmannland                               | Buschmannland                              |
| ------------------------------------------- | ------------------------------------------ |
| Flagge                                      |                                            |
|                                             |                                            |
| Hauptstadt                                  | keine                                      |
| Größe                                       | 23.927 km²                                 |
| Einwohner                                   | 11.762 (1960)                              |
| Staatsform                                  | Homeland                                   |
| Gründung                                    | 1970                                       |
| Auflösung                                   | Mai 1989 (vor der Unabhängigkeit Namibias) |
| Währung                                     | Südafrikanischer Rand                      |
| Autokennzeichen                             | SWA                                        |
| Lage des ehemaligen Homelands Buschmannland |                                            |
| Karte des Buschmannlandes                   |                                            |

Buschmannland (englisch Bushmanland) ist die historische Bezeichnung für ein in der heutigen namibischen Region Otjozondjupa gelegenes Homeland. Es wurde im Rahmen der südafrikanischen Homeland-Strategie im Jahr 1970 vornehmlich für die San (Buschleute) eingerichtet. Größte Ansiedlung ist Tsumkwe am Rande der Kalahari.
Das Buschmannland wird seit den 1980er Jahren touristisch genutzt. Die traditionelle Kultur der überwiegend in Tsumkwe ansässigen San geht nicht erst seit der Unabhängigkeit Namibias zunehmend verloren.